# Afanasij Semjonovitj Rogovitj
Afanasij Semjonovitj Rogovitj (ryska: Афанасий Семёнович Рогович, ukrainska: Опана́с Семе́нович Рого́вич), föddes 18 januari 1812 i bygden Rogovje, Starodubs rajon, Brjansk oblast (då i guvernementet Tjernigov, Kejsardömet Ryssland) och dog 1878. Han var en rysk/ukrainsk botaniker och paleontolog.
Rogovitj gick på gymnasiet i Tjernihiv och läste naturvetenskap vid Kievs universitet till 1838 då han avslutede med guldmedalj, varefter han arbetade som matematiklärare. 1843 företog han en rundresa i Europa (Tyskland, Italien, Schweiz, Frankrike, Storbritanniien och Sverige) varunder han främst studerade geologi och mineralogi. Från 1847 höll han föreläsningar i botanik vid universitetet i Kiev och 1852 blev han ansvarig för dess herbarium och nyöppnade botaniska trädgård. Från 1850 arbetade han på sin avhandling om fossila fiskar i Ukraina och 1853 promoverades han till doktor i naturvetenskap. Han utforskade hemtraktens flora och blev 1855 ordinarie professor i botanik vid Kievs universitet. 1868 pensionerades han från universitetet med stadsråds grad. Han var medlem av det kejserliga ryska mineralogiska sällskapet och Kievs sällskap för naturforskare.
Han är författare till ett flertal arbeten om kievområdets flora, geologi och paleontologi, men även inom arkeologi. Bland annat har han utgivit en bok över folkliga växtnamn i sydvästra Ryssland och Ukraina. Hans arbete över fossila fiskar 1860 tilldelades 1862 Demidovpriset.
Auktorsnamnet Rogow. kan användas för Afanasij Semjonovitj Rogovitj i samband med ett vetenskapligt namn inom botaniken; se Wikipediaartiklar som länkar till auktorsnamnet.
Han står som auktor för Sumpnässla (Uritca kioviensis) och Orobanche strumosa i IPNIs databas.